# Jana Jonášová
Jana Jonášová (* 28. dubna 1943 Plzeň ) je česká operní pěvkyně–sopranistka a hudební pedagožka.

## Život
Zpěv studovala na Pražské konzervatoři u L. Bendlové a později na Hudební fakultě Akademie múzických umění v Praze u Teodora Šrubaře. Od roku 1965 vystupovala v Komorní opeře Praha, v letech 1964 až 1966 v Hudebním divadle v Karlíně a v letech 1967–1970 v libereckém Divadle F. X. Šaldy. V roce 1970 byla angažována operou Národního divadla, kde pak od roku 1973 působila jako sólistka až do roku 2011. V letech samostatné Státní opery Praha 1992–2011 zde vystupovala, stejně jako její dcera Hana Jonášová.
Vytvořila desítky rolí, od klasicismu až po hudbu 20. století (např. Zuzanka v Mozartově Figarově svatbě, Fiordiligi v Cosi fan tutte, Královna noci v Kouzelné flétně, Rosina v Rossiniho Lazebníku sevillském, Norina v Donizettiho Donu Pasuqale; Gilda ve Verdiho Rigolettovi, Violetta v Traviatě, Zerbinetta ve Straussově Ariadně na Naxu).
Od počátku 70. let spolupracovala s předními zahraničními operními scénami (mj. Amsterdam, Berlín, Brusel, Drážďany, Edinburgh, Madrid, Moskva, Salcburk, Štrasburk) a podílela se na nahrávkách pro české i zahraniční společnosti. K nejvýznamnějším patří nahrávka Řeckých pašijí Bohuslava Martinů, uskutečněná v roce 1981 sirem Charlesem Mackerrasem a oceněná Grand Prix audiovisuel de L'Europe, Grand Prix de l'Académie du disque Français a Orphee d'or de L'Academie Nationale du disque lyrique.
Jonášová uskutečnila také řadu sólových nahrávek Mozartových, Verdiho a Straussových koncertních árií stejně jako písňových cyklů českých skladatelů 20. století (Seidel, Ježek, Krejčí, Bořkovec). Byla vyznamenána prestižní cenou Wiener Flötenuhr.
Pro svou precizní koloraturní techniku a hlasové dispozice (rozsah tří oktáv) se stala také vyhledávanou interpretkou předklasické kantátové a oratorní hudby (Johann Sebastian Bach, Carl Philipp Emanuel Bach, Georg Friedrich Händel, Georg Philipp Telemann, Antonio Vivaldi). Jako sólistka souboru Ars rediviva se podílela na řadě československých premiér z vokální tvorby barokních mistrů.
Od 70. let 20. století působí i jako hudební pedagog. Je lektorkou interpretačních kurzů a porotkyní řady mezinárodních pěveckých soutěží. Od roku 1978 vyučuje na pražské AMU, v roce 1999 byla jmenována profesorkou její Hudební fakulty.

## Ocenění
- 1981 titul zasloužilá umělkyně
- 1985 titul národní umělkyně

## Divadelní role (výběr)
- Hubička - Barče
- Lazebník sevilský - Rosina
- Figarova svatba - Zuzana
- Hoffmanovy povídky - Olympia
- Prodaná nevěsta - Esmeralda
- Arabella - Fiakrmilli
- Cosi fan tutte - Fiordiligi
- Rigoletto - Gilda
- Únos ze serailu - Konstance
- Ariadna - Ariadna
- Fidelio - Marcellina
- Ariadna na Naxu - Zerbinetta
- Traviata - Violetta Valéry
- Dvě vdovy - Karolína
- Don Pasquale - Norina
- Příhody lišky Bystroušky - Bystrouška
- Kouzelná flétna - Královna noci
- Bohéma - Musetta
- Braniboři v Čechách - Vlčenka